# Калихман, Семён Абрамович
Семён Абрамович Калихман (9 января 1946, Бельцы — 10 ноября 2004, Чебоксары) — советский и российский учёный в области электрофизики и инженерной экологии. Доктор технических наук (1991), профессор (1992).

## Биография
Родился в Бельцах в семье врача-хирурга. Окончил Московский энергетический институт (1969). С 1969 года — в Чувашском государственном университете: старший преподаватель, доцент (1969—1992), с 1992 года — профессор кафедры электроснабжения промышленных предприятий, заведующий кафедрой безопасности жизнедеятельности и инженерной экологии. Диссертацию кандидата технических наук по теме «Исследование ускорения проводников до гиперзвуковых скоростей в импульсном магнитном поле, созданном при разряде ёмкостного накопителя энергии» защитил в 1973 году, доктора технических наук по теме «Надёжность сложных технических систем» — в 1991 году. Организовал и возглавил в университете лабораторию инженерной электрофизики.
Автор около 100 научных работ, в том числе монографий и более 30 изобретений. Разрабатывал системы для экспериментальной оценки надёжности и живучести сложных объектов, разрабатывал модели управления качеством процессов, включая эволюционионные модели развития предприятий.

## Публикации
- Электрофизические и электротехнологические процессы и установки. Чебоксары: Чувашский государственный университет имени И. Н. Ульянова, 1989.
- Режимы нейтрали и перенапряжения (с Ю. И. Злобиным). Чебоксары: ЧГУ, 1994.
- Управление качеством продукции. Чебоксары: Чувашский государственный университет имени И. Н. Ульянова, 1997.
- Реструктуризация предприятия на основе децентрализации управления (с Н. Б. Хорьковой). Чебоксары: Издательство Чувашского университета, 2001.